# Kroger Babb
Howard W. "Kroger" Babb (30 december 1906, Lees Creek Ohio - 28 januari 1980) was een Amerikaanse producent van exploitatiefilms en wordt vaak gezien als een van de grondleggers van de hedendaagse educatiefilm.
Hij adverteerde zijn eerste film Mom and Dad door het als een seks-educatie film voor jongere neer te zetten. Het concept was jongens en meisjes deze film op verschillende tijden te laten bekijken en ze tijdens de pauze vragen te laten stellen aan professor Elliot Forbes. Hier ontstond dan ook de basis voor de seksuele voorlichting.
De film was zo'n succes dat Universal hem vroeg de film The Story of Bob and Alice te produceren. Deze film kwam niet door de strenge censuur van Hollywood heen en werd toen toch weer vrij snel aan de onafhankelijke filmmarkt verkocht.
Andere films die door hem geproduceerd of uitgebracht waren zijn Child Bride (1938), She Shoulda Said 'No'! (1949) met Lila Leeds en Monika, the Story of a Bad Girl wat een zwaar bewerkte en nasychroniseerde versie is van Ingmar Bergmans Sommaren med Monika.